# 6-я Парковая улица
6-я Па́рковая у́лица (с 1939 года до 18 ноября 1949 года — 3-й Па́рковый прое́зд) — улица в Восточном административном округе города Москвы на территории района Измайлово.

## История
Улица получила современное название как одна из 16 номерных Парковых улиц, ведущих с севера к Измайловскому парку. С 1939 года до 18 ноября 1949 года называлась Тре́тий Па́рковый прое́зд.

## Расположение
6-я Парковая улица проходит от Измайловского проспекта на север, с запада к ней примыкает Заводской проезд, затем с востока — Нижняя Первомайская улица, далее 6-я Парковая улица пересекает Первомайскую улицу и проходит до Измайловского бульвара. Нумерация домов начинается от Измайловского проспекта.

## Примечательные здания и сооружения
По нечётной стороне:
По чётной стороне:

## Транспорт

### Наземный транспорт
По 6-й Парковой улице не проходят маршруты наземного общественного транспорта. На Первомайской улице, у пересечения с 5-й Парковой улицей, расположены остановка «5-я Парковая улица — Театр кукол» автобусов 223, т22, н3 и остановка «5-я Парковая улица» трамваев 11, 12, 34 (западнее 6-й Парковой улицы) и остановка «7-я Парковая улица» трамваев 11, 12, 34, автобусов 223, т22, н3 (восточнее 6-й Парковой улицы).

### Метро
- Станция метро «Измайловская» Арбатско-Покровской линии — юго-западнее улицы, на Измайловском проспекте
- Станция метро «Первомайская» Арбатско-Покровской линии — восточнее улицы, на пересечении 9-й Парковой улицы с Первомайской улицей и Измайловским бульваром